# Afro-mexicanos

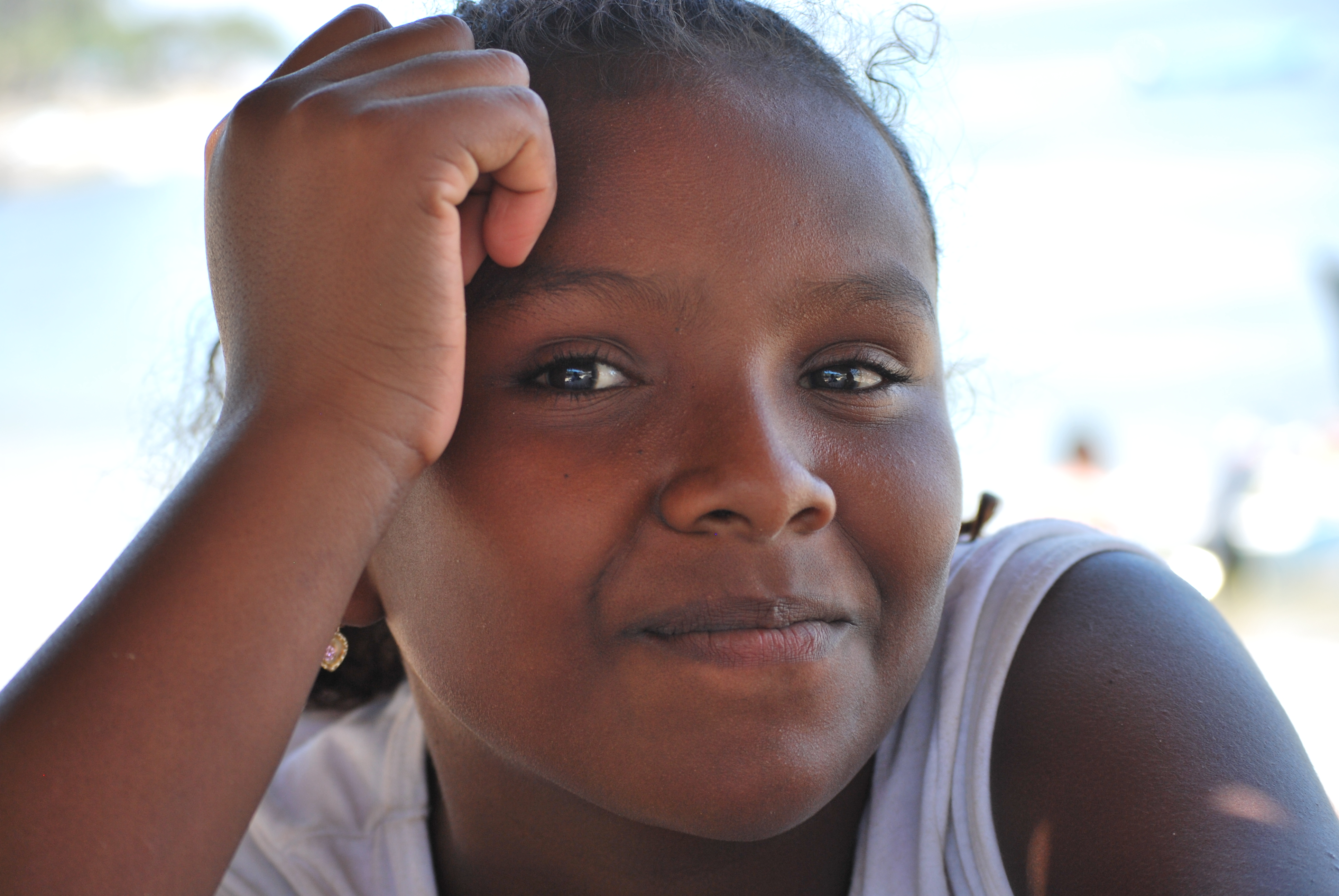
Menina da Costa Chica (Guerrero).

Afro-mexicanos (em castelhano:   afromexicanos; negros; afrodescendientes) é um termo usado para identificar os mexicanos de ascendência africana, agora em grande parte assimilados pela população em geral. Afro-mexicanos têm preenchido as zonas costeiras de preferência Guerrero, Oaxaca, Michoacán, Veracruz, Campeche, Quintana Roo e Yucatán.
No México, as pessoas de ascendência africana assentamentos conhecidos estão localizados principalmente nas regiões da Costa Chica de Guerrero e Oaxaca, no estado central do Golfo de Veracruz, a Costa Grande de Oaxaca, na região de Tierra Caliente em Michoacan, em Los Altos e o istmo, a Costa de Chiapas, no estado de Quintana Roo, e na cidade de Muzquiz no estado de Coahuila.
É fácil dizer que no México há um grupo de pessoas que são descendentes de povos que foram trazidos da África ou de outras partes do chamado Velho Mundo, que é complicada a identificação não é possível dizer com certeza quem são e onde eles estão. "
Os especialistas estimam o tamanho da população afro-mexicano na Chica Costa é de 15.000 a 50.000 no Estado de Guerrero e cerca de 35.000 no estado de Oaxaca. Para aqueles que compõem a população negra, eles são todos iguais local que as relações dentro de uma rede de pessoas negras que vai além das fronteiras locais e estaduais.

## Bibliografía
- Aguado J.C. y M. Portal, (1992) Identidad, ideología y Ritual, México: UAM Iztapalapa.
- Aguirre Beltrán, Gonzalo, (1989). Obra antropológica II La Población Estudio Etnohistórico, México: U.V., I.N.I., Gobierno del Estado de Veracruz, F.C.E, 3ª edición
- Aguirre Beltrán, Gonzalo (1985). Cuijla, México: FCE
- Cruz-Carretero, Sagrario et.al., (2006). The African Presence in México, Chicago: Mexican fine arts center museum.
- Giménez, Gilberto, (2007). “Formas de discriminación en el marco de la lucha por el reconocimiento social”, en Racismo mestizaje y modernidad: visiones desde latitudes diversas, México: UNAM, CEICH, CRIM, pp. 37–61